# Leymus pendulus
Leymus pendulus är en gräsart som beskrevs av Lian Bing Cai. Leymus pendulus ingår i släktet strandrågssläktet, och familjen gräs. Inga underarter finns listade i Catalogue of Life.